# 13540 Kazukitakahashi
13540 Kazukitakahashi eller 1991 UR1 är en asteroid i huvudbältet som upptäcktes den 29 oktober 1991 av de båda japanska astronomerna Kazuro Watanabe och Atsushi Takahashi vid Kitami-observatoriet. Den är uppkallad efter Kazuki Takahashi, son till en av upptäckarna.